# Ferrari 712 Can Am
La 712 Can Am è un'autovettura da competizione prodotta dalla Ferrari nel 1971 in un solo esemplare, derivato dalla modifica di una preesistente Ferrari 512 S.

## Il contesto
La vettura "nacque" come Ferrari 512 S nel 1970 e il suo telaio fu marcato con il numero di serie "1010". Essa fu impiegata in varie gare nei primi mesi, collezionando ritiri, finché nell'agosto dello stesso anno non divenne la base della più evoluta e prestazionale 512 M (dove M sta per Modificata), dotata di un motore più potente e di una carrozzeria dall'aerodinamica fortemente rivista, che si dimostrò davvero all'altezza della concorrente Porsche 917, sebbene problemi di affidabilità la privarono della vittoria quando era in testa ad alcune gare.
Durante la stagione 1971 molte delle 512 S furono aggiornate allo standard "M", ma la "1010" fu oggetto di ulteriori esperimenti: si decise di realizzare una vettura per il Campionato CanAm, una competizione che si svolgeva in nordamerica e che aveva ricchi premi e un forte interesse del pubblico: tale progetto nacque probabilmente su pressione dell'importatore statunitense della Ferrari, l'ex pilota Luigi Chinetti (titolare della scuderia NART) e fu bene accetto dagli organizzatori della serie, desiderosi di trovare seri concorrenti che spezzassero il dominio della McLaren M8 che si protraeva da alcune stagioni. Questa competizione era organizzata su circuiti ricchi di curve, ed era quindi necessario avere vetture con un propulsore che fornisse una coppia elevata. Sul telaio "1010" fu quindi installato un nuovo motore di quasi 7 L di cilindrata derivato dal 6,2 L già in uso a Maranello, mentre la carrozzeria coupé fu sostituita da una di tipo barchetta fortemente ispirata alla contemporanea Ferrari 312 PB.
La sigla numerica nel nome del modello era collegata alle caratteristiche del motore; più precisamente richiamava la cilindrata, che era circa di 7 L, e il numero dei cilindri, che erano 12 a V. Ancora oggi è il motore Ferrari con la più elevata cilindrata mai costruito.

## Le competizioni

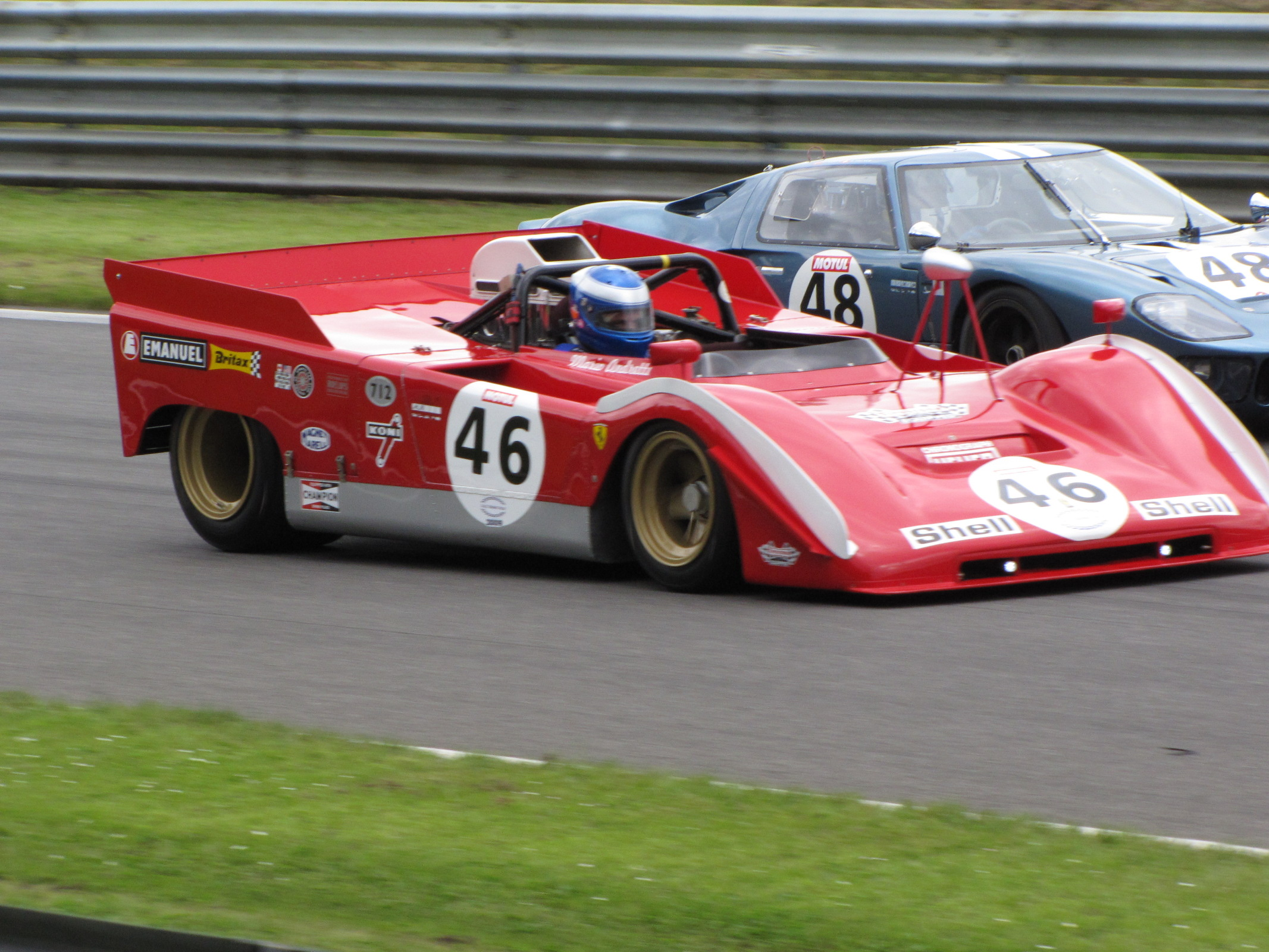
La 712 Can Am sul Circuito di Spa, nel 2009

Durante la fase di realizzazione della 712, la "1010" partecipò il 2 maggio 1971 all'Autodromo di Imola nel campionato Interserie: dopo aver ottenuto la pole position e la vittoria in entrambe le batterie preliminari, la vettura guidata da Arturo Merzario vinse la gara davanti alla McLaren M8E di Chris Craft e alla Porsche 917 Spyder di Leo Kinnunen, distaccati di oltre 30 secondi all'arrivo. Spinta da un motore da 6,3 litri al posto del 5 litri originale, in quella occasione la "1010" conservava ancora la carrozzeria coupé di quando era ancora una 512 M e pertanto andrebbe correttamente attribuita a tale modello, sebbene il sito ufficiale Ferrari riporti questa come la prima gara e la prima vittoria della "712".
Dopo che la trasformazione fu completata con l'applicazione della nuova carrozzeria, la 712 CanAm prese poi parte al Campionato CanAm dello stesso anno. La sola gara a cui partecipò fu a Watkins Glen, ove conquistò un quarto posto con Mario Andretti.
Dopo quell'unica partecipazione in gara al Campionato la Ferrari decise di non sviluppare la vettura per gli elevati costi, preferendo concentrarsi su altri progetti che avessero una maggiore ricaduta sulla produzione di serie. L'unico esemplare costruito fu venduto a Luigi Chinetti, che la impiegò raramente ancora nella CanAm con la sua scuderia fino al 1975, per poi essere in seguito acquistato da collezionisti e venire completamente restaurato negli anni successivi.

## Caratteristiche tecniche
Il motore era un V12 a 60° non sovralimentato, posteriore e longitudinale. L'alesaggio e la corsa erano rispettivamente di 92 mm e 86 mm, che portavano la cilindrata totale a 6860,33 cm³. Il rapporto di compressione era di 11,4:1. La testata ed il monoblocco erano in lega leggera. La potenza massima erogata dal propulsore era di 680 CV a 7000 giri al minuto.
La distribuzione era formata da un doppio albero a camme in testa che comandava quattro valvole per cilindro. Come impianto d'alimentazione montava un sistema di iniezione indiretta Lucas. L'accensione era doppia ed il relativo impianto comprendeva due spinterogeni. La lubrificazione era a carter secco, mentre la frizione era multidisco.
Le sospensioni erano indipendenti, con quadrilateri trasversali, molle elicoidali, ammortizzatori telescopici e barra stabilizzatrice. I freni erano a disco ventilati sulle quattro ruote, mentre la trasmissione era formata da un cambio manuale a quattro rapporti più la retromarcia. Lo sterzo era a pignone e cremagliera. La trazione era posteriore.
Il telaio era tubolare in acciaio con pannelli in alluminio rivettati, mentre la carrozzeria era spider a due posti.